# Józefów (Holendry Piotrkowskie)
Józefów – część wsi Holendry Piotrkowskie (do 31 grudnia 2002 przysiółek) w Polsce, położona w województwie mazowieckim, w powiecie kozienickim, w gminie Kozienice.